# 法華一揆
法華一揆（ほっけいっき）は、日本の戦国時代の京都における天文（）年間に起きた宗教一揆である。「天文法乱（てんぶんほうらん、てんもんほうらん）」「天文法華の乱（てんぶんほっけのらん、てんもんほっけのらん）」「天文法難（てんぶんほうなん、てんもんほうなん）」などと呼ばれる一連の出来事についてもここで解説する。

## 概要
日本の戦国時代に起きた、京都における宗派間の紛争である。日蓮宗の立場からは「天文法難」、ほかの宗派からは「天文法華の乱」などと呼ばれる。

## 京都における日蓮宗の拡大
日蓮の没後、日蓮宗（法華宗）は京都以外の全国各地への勢力拡大に努めた。
永仁2年（1294年）、日像が京入すると、比叡山延暦寺の訴えを受けた朝廷によって幾度か京都を追い出されたり、許されたりを繰り返された。しかし、朝廷からの公認を得て、次第に人々の間で広がると、幕府にも認められ、宮廷へ接近するまでになった。それに伴い、僧正僧都に任じられるものが多くなると、延暦寺の反発が起こった。
天文年間、京都では六条本圀寺など日蓮宗の寺院を中心に、日蓮宗の信仰が多くの町衆に浸透し、強い勢力を誇るようになっていた。天文元年（1532年）、浄土真宗本願寺教団の門徒（一向一揆）の入京の噂が広がった。天文元年から2年、日蓮宗都（法華宗）は将軍・足利義晴の命によって、細川晴元と六角定頼と木沢長政と共に一向一揆と戦った。
当時の京都市街から東山を隔てた山科盆地に土塁に囲まれた伽藍と寺内町を構えていた山科本願寺は、この焼き討ちで全焼した（山科本願寺の戦い）。このように、日蓮宗徒の町衆（法華衆）は細川晴元・茨木長隆らの軍勢と手を結んで本願寺教団の寺院を焼き討ちした。
この後、法華衆は京都市中の警衛などにおける自治権を得て、地子銭の納入を拒否するなど、約5年間にわたり京都で勢力を拡大した。こうした法華衆の勢力拡大を、ほかの宗派の立場からは「法華一揆」と呼ぶ。

## 松本問答
松本問答とは、延暦寺の僧と松本久吉との間に発生した宗論の経過を記した書物の名前である。
松本問答によると、
天文5年（1536年）3月3日、延暦寺西塔の僧侶・華王房が京都一条烏丸観音堂の高座で説法をしていた。3月11日、上総茂原妙光寺の檀那・松本久吉（松本新左衛門久吉）が同観音堂へお参りした際、華王房は真言の即身成仏を説きつつ、日蓮一派の宗旨を誹謗していた。松本久吉は説法を聞きにするなり、高座へ近寄って十数件の問答を行った。問答の末に華王房が閉口すると、松本久吉は華王房を高座より下ろし、袈裟衣を剥ぎ取った。華王房は聴衆の面前での出来事に恥じ、もう一度論じようと松本久吉を訪ねた。しかし、松本久吉は宿を去った後だった。

### 問答が行われた日付について
松本問答では、この問答が行われた日付を3月11日と書かれているが、他の文献の日付は異なっている。『二条寺主家記』には2月（旧暦）、『祐雑記』には春の末、後には5月初めとある。

## 開戦前の動き
延暦寺の僧侶が日蓮宗の一般宗徒に論破されたことが噂で広まると、面目を潰されたと感じた延暦寺の大衆の一部は、2月28日に洛中の宿を片っ端から捜索し、松本久吉がまだ京都に滞在していないかと探し回った。だが、久吉を探し出すことはできなかった。
そのため、延暦寺の大衆は評議し、3月に金輪院という僧を使者として、南禅寺にいた将軍・義晴に対し、日蓮宗が「法華宗」を名乗るのを止めるように訴え、室町幕府に裁定を求めた。だが、幕府は建武元年（1334年）に下された後醍醐天皇の勅許を証拠にした日蓮宗の勝訴とし、延暦寺はこの裁判でも敗れた。今谷明は、幕府はあえて日蓮宗に有利な裁定を出すことで、両者の対立を煽ったとしている。
『鹿苑日録記』には、5月23日に法華宗が相国寺に陣取るとの噂が立ったことが記されている。この噂により、蔭涼軒主は将軍に謁見し、防備を強化することを伝えた。5月29日に相国寺の堀溝を掘り、6月16日に東門の堀に櫓を設けた。
6月1日、延暦寺の大衆は会議を開き、京都法華衆の撃滅を正式に決議した。翌2日、決議した内容は朝廷に奏達、幕府にも言上した。これは、延暦寺が朝廷や幕府に法華衆討伐の許可を求め、幕府に対して中立を期待したものであると解釈されている。
同2日、延暦寺は檄文（軍勢催促状）を発し、本願寺や興福寺、三井寺（園城寺）、東寺、栂尾高山寺、祇園社、粉河寺、根来寺、平泉寺、日光中禅寺といった他宗派の寺社のみならず、越前の大名・朝倉孝景にまで協力を求めた。いずれも延暦寺への援軍は断ったが、中立を約束した。なお、7月17日に本願寺は延暦寺に3万疋を送っている。
こうした中、両者を調停する者が出た。5月29日に近江の六角定頼が上洛し、7月に木澤長政も調停に動いたが、調停は成立しなかった。

### 双方の兵力
延暦寺の兵数は、『祐雑記』によると15万、厳助往年記には6万、また『二条寺主家記』には、本寺末寺合わせて3万、これに近江の大名・六角定頼が3万、三井寺からは3千騎出陣したと記されている。対して、法華宗側の兵力は、『祐雑記』によると21ヶ所の寺を合わせて2万余り、『尚通公記』では3万と記されている。

## 天文法華の乱
7月20日頃、延暦寺は諸国の末寺から集めた数万にものぼる僧兵を東山の山麓に配し、六角定頼・義賢父子や蒲生定秀らに率いられた近江の軍勢3万が東山に布陣、その北には三井寺の3千騎も布陣し、京都の北・東を完全に遮断した。これに対し、法華宗も2～3万の宗徒が洛中やその周辺での防備を固めた。
7月22日、松ヶ崎での戦いによって、両軍の戦端が開かれた。『鹿苑日録記』7月22日条には、法華宗が先に撃ちかけたと記されているが、延暦寺が先としているものもある。合戦は7月27日まで続いた。
当初、法華衆は5月下旬から京都市中に要害の溝を掘って延暦寺の攻撃に備えていため、戦闘は法華宗が一時有利とされたが、7月27日に六角軍が四条口より攻め入って火を放ち、法華宗の21ヶ所ある寺の内、本圀寺以外は焼け落ちた。法華衆の残兵は本圀寺に集結したが、この寺も攻撃を受け、28日の午前中までに攻め落とされた。
こうして、隆盛を誇った京都の法華衆は壊滅した。この戦いで、法華衆側の戦死者は1万、または3、4千、あるいは千人ともいわれている（天文法難）。さらに、延暦寺・六角勢が放った火は大火を招き、京都は下京の全域、および上京の3分の1ほどを焼失し、その兵火による被害規模は、応仁の乱を上回るものであった。

## その後
7月28日末の刻（午後2時頃）、南禅寺にいた足利義晴は、朽木稙綱と高倉永家を使者として、朝廷に「日蓮衆退治落居、珍重」と伝えた。幕府は法華衆が不利と見るや、これを逆賊として扱った。
やがて、延暦寺・六角勢による法華衆の残党狩りが行われ、略奪や狼藉も行われたことから、7月30日に見かねた後奈良天皇が幕府に対し、それらを禁じるように伝えている。法華衆徒は洛外を出て、その多くは和泉の堺に逃れた。
閏10月7日、細川晴元は3ヶ条の禁令を法華宗へ出した。この3ヶ条によって、法華宗の僧侶は京都内外の徘徊、還俗と他宗への移籍すること、寺の再興が禁じられた。以後6年間、京都においては日蓮宗は禁教となった。
天文11年（1542年）11月14日、六角定頼の斡旋により、朝廷から法華衆徒の京都帰還を許す後奈良天皇の勅許が下った。だが、延暦寺はその帰洛を喜ばず、日蓮宗に「自今は諸法華宗は叡山の末寺たるべし。諸事を指すに従うべし」と、その末寺になるように迫った。これに対して、日蓮宗は定頼を頼り、両者の間で調停が持たれた。
天文16年（1547年）2月、定頼の仲介で、延暦寺と日蓮宗との間に和議が成立した。その後、日蓮宗二十一本山のうちの15か寺が再建された。
なお、本圀寺は和議が成立した年の8月10日に本堂を再建し、本樽遷座式が行われた。